# Johanna Bäckström Lerneby

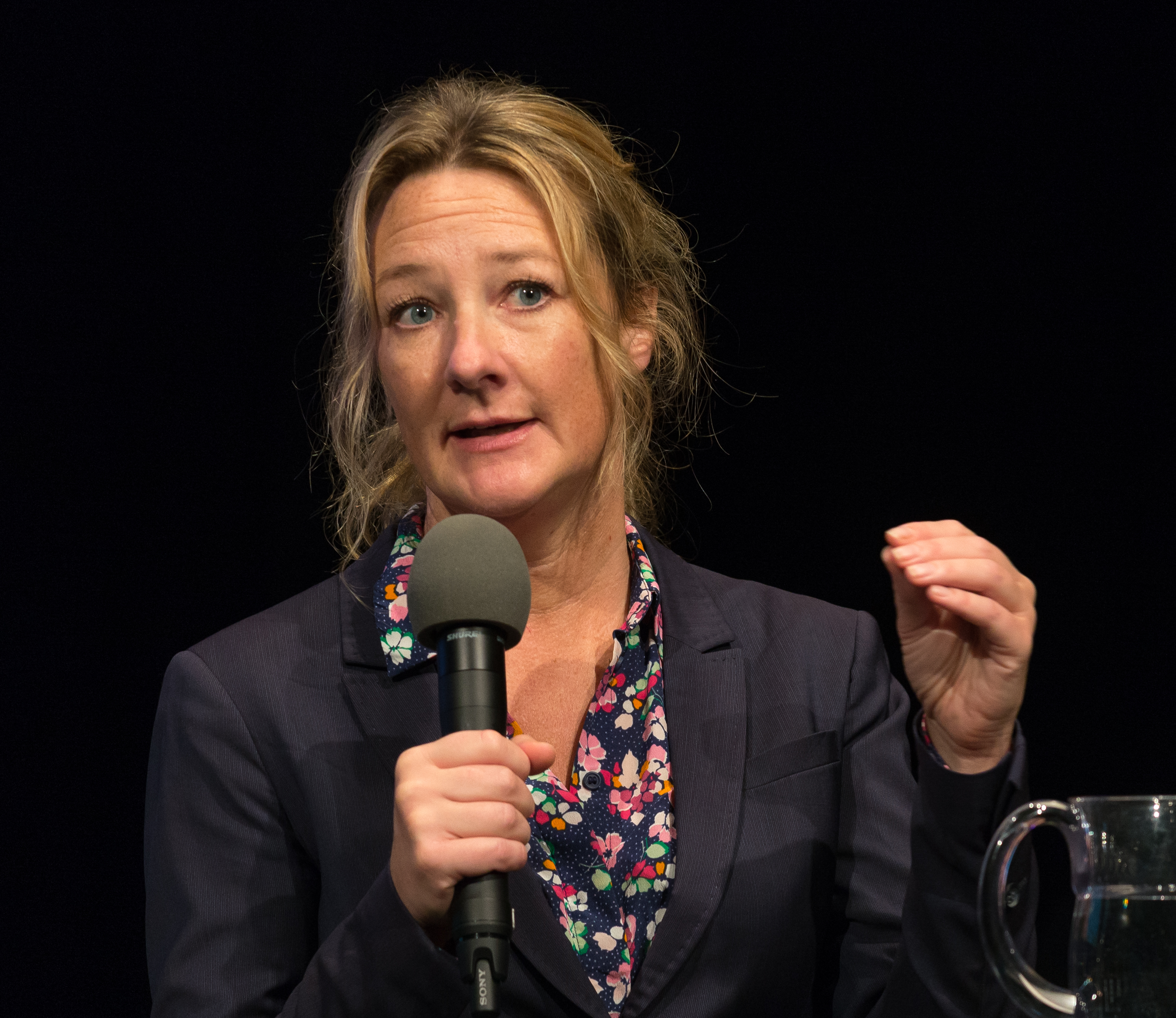
Johanna Bäckström Lerneby nominerades till Augustpriset i fackboksklassen 2020 för boken Familjen.

Ulla Johanna Bäckström Lerneby, född Bäckström den 24 maj 1974 i Luleå, är en svensk journalist. 

## Karriär
Johanna Bäckström Lerneby började sin journalistiska bana på Norrbottens-Kurirens sportredaktion första hälften av 90-talet. Hon anställdes 1996 på Göteborgs-Posten där hon var redaktör och reporter fram till 2008. De sista fem åren där var hon kriminalreporter och gjorde flera uppmärksammade reportage och avslöjanden bland annat om ungdomars utpressningsmetoder bötning och organiserad brottslighet.
År 2008 anställdes Bäckström Lerneby på SVT:s program för undersökande journalistik Uppdrag granskning. Sommaren 2012 arbetade Bäckström Lerneby som SVT:s Europakorrespondent stationerad i Bryssel och rapporterade bland annat om EU och eurokrisen. 
I september 2013 kom hon ut med boken Handelsvara: Kvinna som är ett granskande reportage om trafficking.  
Bäckström Lerneby gjorde i oktober 2014 ett reportage i SVT om fotbollsklubbars benägenhet att ansöka om tillträdesförbud för risksupportrar. Reportaget möttes av kritik från polisen och fotbollens organisationer. Ett av inslagen i serien handlade om statistik, och anmäldes och blev fällt för osaklighet av Granskningsnämnden för radio och TV.
År 2015 tilldelades hon Stora journalistpriset i kategorin Årets berättare för reportaget "Att skapa ett monster" som publicerats i tidskriften Filter. I motiveringen skrev juryn "För ett skoningslöst reportage som med genial dramaturgi förädlar och fördjupar genren kriminaljournalistik".
År 2017 anställdes hon på Aftonbladet som chef för rättsredaktionen. Hon skrev då ett uppmärksammat reportage om familjen Ali Khan ”Så kontrollerar familjen en hel förort”, en kriminell släkt som har stor makt i Angered och som har byggt upp ett parallellt samhälle. I maj 2020 kom boken Familjen (Mondial) ut, som baseras på reportaget i Aftonbladet. Boken har väckt stor uppmärksamhet och fått omnämnanden såväl i Proletären som Svenska Dagbladet. Statsvetarna Peter Esaiasson och Bo Rothstein påpekade det anmärkningsvärda i att det var journalistiska insatser som belyste fenomenet klankriminalitet i Sverige i motsats till universitetsforskningsinsatser inom området Internationell migration och etniska relationer (Imer).
År 2020 anställdes hon som nyhetschef på SVT Sport.
I oktober 2020 nominerades Johanna Bäckström Lerneby till Augustpriset i fackboksklassen 2020 för boken Familjen. Hon tilldelades även återigen Stora journalistpriset, denna gång i kategorin Årets röst.

## Utmärkelser och priser
- 2007 - nominerad till Grävande journalisters pris Guldspaden i klassen Stor tidning för ett avslöjande om trafficking publicerat i  Göteborgs-Posten. Samma år belönades hon med Pennskaftspriset.
- 2011 - tilldelad Guldspaden i klassen Lokal-tv för ett uppmärksammad granskning om Kriminalvården och familjehemmet Styrmansgården.
- 2011 - nominerad till Stora Journalistpriset i klassen Årets Förnyare tillsammans med Linda Larsson Kakuli, Mikael Petterson och Peter Bagge för Fas 3-bloggen på svt.se.
- 2012 - tilldelad Guldspaden i webbklassen för samma projekt.
- 2014 - nominerad till Guldspaden i klassen Bok, för sin granskande bok Handelsvara: Kvinna.
- 2015 - tilldelad Stora journalistpriset i kategorin Årets berättare för reportaget "Att skapa ett monster" som publicerats i Filter.
- 2016 - nominerad till Guldspaden i klassen Tidskrift för reportaget "Att skapa ett monster".
- 2018 - nominerad till Wendelapriset för "Så kontrollerar en familj en hel förort" i Aftonbladet.[12]
- 2020 - nominerad till Augustpriset för boken Familjen.
- 2020 – tilldelad Stora journalistpriset i kategorin Årets röst för Familjen.[11]
- 2021 - nominerad till Guldspaden i klassen Bok för boken Familjen.